# 大宴会in南会津
大宴会in南会津（だいえんかいいんみなみあいづ）は福島県南会津町で開催している野外音楽イベント。2010年からスタートし、毎年9月の3連休に開催していたが、2018年から6月に開催している。音楽だけではなく、地域文化のワークショップ、おいしい食べ物の出店がイベントの魅力。子供連れの親子も多く、ゆったりしたフェス。

## 主催
主催は「南会津ハッピーカンパニー」。自分たちの住む地域をハッピーな地域にしていこうと、若者中心に集まったゆるい組織。
会長は、南会津町田島にある「カフェ・ジーママ」の五十嵐大輔氏。
毎回の司会は只見町のマトンケバブの仕掛人である目黒道人氏。

## 会場
会津山村道場うさぎの森オートキャンプ場
会津鉄道「会津山荘道場駅」から徒歩15分程度。イベント時はシャトルバスもあり。
昭和12年にできた農学校の建物がそのまま残っており、この建物を入口に奥がイベント会場となる。
宿泊は、オートキャンプ場、ユースキャンプ場がある。
http://www.aizukogen-yume.jp/sanson/index.html
奥会津博物館（移築した古民家が数棟あり、地域の昔の暮らし学べる施設。）が隣接している。

## 過去の開催
第1回　2010年9月19日（日）出演者：中山うりバンド、高野寛、高田漣with中島ノブユキ、コトリンゴ、川窪裕子（アルパ）、Tomi&Tamio
第2回　2011年9月18日（日）出演者：高野寛、中山うりバンド、藤本一馬、Yoshie Ebihara、comugi、北山耕平
第3回　2012年9月16日（日）出演者：中山うり、吾妻光良トリオ、高田漣、高野寛、Naowa、二階堂和美、Na Pua Liko Wai Ho'ola
第4回　2013年9月15日（日）出演者：吾妻光良トリオ、奇妙礼太郎、七尾旅人、bonobos、タテタカコ、栗コーダカルテット3/4、おおはた雄一、湯川潮音
第5回　2014年9月14日（日）出演者：吾妻光良トリオ、奇妙礼太郎、小暮晋也、近藤康平、前野健太、コトリンゴ、マウンテン・モカ・キリマンジャロ
第6回　2015年9月20日（日）出演者：吾妻光良トリオ+1、おおはた雄一、bonobos　アン・サリー、トーテムロック（小暮晋也、かせきさいだぁ）、DJ みそしるとMC ごはん 、cluè 
第7回　2016年9月18日（日）出演者：吾妻光良トリオ+1、ハンバートハンバート、高田漣、bonobos、初恋の嵐、青葉市子、Saigenji
第8回　2017年9月17日（日）出演者：吾妻光良トリオ+１、スカート、ヒックスヴィル、カジヒデキ、T字路s、ミツメ、空気公団、KONKOS、ASA-CHANG
第9回　2018年6月16日（土）出演者：吾妻光良トリオ+１、ハンバートハンバート、bonobos、奇妙礼太郎、トーテムロック（小暮晋也、かせきさいだぁ）、U-zhaan×環ROY×鎮座DOPENESS、マダムギター長見順＆岡地曙裕、大竹涼華
第10回　2019年6月15日（土）出演者：吾妻光良 & The Swinging Boppers、アン・サリー、中山うり、蔡忠浩(bonobos)、奇妙礼太郎、U-zhaan×環ROY×鎮座DOPENESS、ヒックスヴィル、ペンペンドンピー

## ワークショップ
ほうき作り、ドラム缶風呂、ターザンロープ、南郷刺し子体験、コマ遊び、火おこし体験　など、毎回プログラムを変更し実施している。
隣接している奥会津博物館では藍染体験も可能。